# Modello atomico di Rutherford

Rappresentazione del modello atomico di Rutherford per un atomo di azoto. Il nucleo al centro è carico positivamente, mentre gli elettroni carichi negativamente ruotano intorno ad esso. Questo modello tuttavia non risponde sul "come" gli elettroni siano disposti.

Il modello atomico di Rutherford o modello atomico planetario è un modello dell'atomo proposto da Ernest Rutherford. Nel 1909 venne condotto l'esperimento di Geiger e Marsden, noto anche come esperimento di Rutherford, poiché diretto dallo stesso Rutherford, i cui risultati vennero pubblicati in un'analisi del 1911, compiuta da Rutherford. Lo scattering di Rutherford osservato nell'esperimento suggerì che i modelli atomici precedenti, "a panettone" e "saturniano", non fossero corretti.
Il nuovo modello proposto da Rutherford aveva delle caratteristiche che sono rimaste anche in modelli successivi come la concentrazione della maggioranza della materia in un volume relativamente piccolo rispetto alle dimensioni atomiche, ossia un nucleo atomico, e la presenza di elettroni intorno ad esso. Rutherford non disse nulla sull'eventuale moto degli elettroni, anche perché sapeva che una loro rivoluzione intorno al nucleo avrebbe provocato l'emissione di onde elettromagnetiche. Tuttavia, a partire dalla sua descrizione, si prese a rappresentare l'atomo con il nucleo al centro e gli elettroni in orbita attorno ad esso, come i pianeti del sistema solare attorno al Sole. A causa di questa particolare rappresentazione divenne noto come modello planetario.

## Punti fondamentali
- Rutherford smentì il modello di Thomson confermando l'esistenza del nucleo atomico, già postulata da Nagaoka, osservando tuttavia, che esso è molto piccolo rispetto all'atomo stesso. L'atomo dunque, secondo questo modello, sarebbe in gran parte vuoto.
- Nel nucleo è concentrata la massa e la carica positiva dell'atomo, che bilancia quella degli elettroni rendendolo complessivamente neutro, e introduce il concetto di peso atomico, che è stato precedentemente tralasciato. La carica nucleare è individuata come la responsabile dello scattering delle particelle alfa.
- Gli elettroni intorno all'atomo non influenzano lo scattering delle particelle alfa.

## Basi sperimentali del modello
Nel 1911 Rutherford propose il suo modello per la struttura atomica per spiegare i risultati del precedente esperimento di Geiger e Marsden, che indicavano la presenza di una concentrazione di carica positiva nel centro dell'atomo: il nucleo atomico. Tuttavia, nel suo lavoro, Rutherford propose che:
(Ernest Rutherford, The Scattering of α and β Particles by Matter and the Structure of the Atom - April 1911, Philos. Mag, 21:669-688,)
Da considerazioni energetiche Rutherford ricavò che  il raggio della carica centrale degli atomi d'oro, che costituivano il bersaglio delle radiazioni nell'esperimento di Geiger e Marsden, doveva essere più piccolo di 3,4 × 10 −14 m, mentre il raggio atomico per l'oro era conosciuto essere dell'ordine di 10−10 m. Rutherford concluse che la carica doveva essere quindi concentrata in un volume molto piccolo rispetto alle dimensioni atomiche. Nel 1913 Henry Moseley mostrò che la carica nucleare era molto simile al numero atomico e successivamente Antonius van den Broek suggerì che il numero atomico corrispondeva alla carica nucleare.
Rutherford non  attribuì alcuna struttura alle orbite degli elettroni; tuttavia menzionò il modello atomico di Hantarō Nagaoka, nel quale gli elettroni erano disposti in anelli, dimostrando che non sarebbero stati stabili.